# Богдана
Богдана је женска варијанта имена Богдан, заступљена у Србији, Пољској, Русији, Словенији, Бугарској и Румунији.

## Имендани
Имендани се славе у Бугарској 6. јануара и у Пољској 6. фебруара.

## Популарност
У Словенији је ово име 2007. било на 320. месту по популарности.